# Pyriglena leucoptera
Pyriglena leucoptera là một loài chim trong họ Thamnophilidae.